# Regierung Osttimors

Staatswappen von Timor-Leste

Die Regierung Osttimors (Timor-Leste), (tetum Governu / portugiesisch Governo) ist die leitende Exekutive des südostasiatischen Staates Osttimor (Timor-Leste).

## Aufbau und Organe

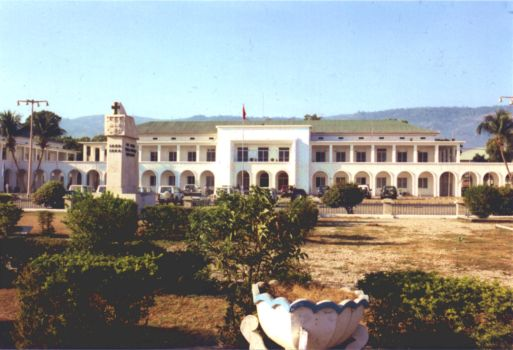
Regierungspalast

Die Grundsätze des Regierungssystems sind in der Verfassung Osttimors im Abschnitt IV Regierung festgelegt. Definition und Struktur werden im Kapitel 1 in Artikel 103 bis 105 beschrieben, Kapitel 2 gibt Aufbau und Verantwortlichkeiten in den Artikeln 106 bis 114 wieder und Kapitel 3 befasst sich in den Artikeln 115 bis 117 mit den Kompetenzen.
Die Regierung besteht in den Grundzügen aus:
- dem Premierminister
- einem oder mehreren stellvertretenden Premierministern
- den Ministern
- einem oder mehreren stellvertretenden Ministern
- den Staatssekretären

Die Regierung ist „das souveräne Organ zur Steuerung und Umsetzung der allgemeinen Politik des Landes und das oberste Organ der öffentlichen Verwaltung.“ (Art. 103.°) Sie ist dem Präsidenten und dem Nationalparlament verantwortlich (Art. 107.°).
Die Regierung muss bei Antritt der Arbeit ein Regierungsprogramm ausarbeiten, in dem Ziele und Aufgaben vorgeschlagen und die zu treffenden Maßnahmen und die wichtigsten politischen Leitlinien zu deren Umsetzung vorgestellt werden (Art. 108.° Governu nian Programa/Programa do Governo). Es wird dann vom Premierminister dem Parlament vorgelegt. Dort kann es mit absoluter Mehrheit abgelehnt werden, und die Vertrauensfrage gestellt werden (Artikel 109). Andernfalls tritt die Regierung ihre Arbeit an.

### Regierungschef: Der Premierminister
Der Premierminister (Primeiru-Ministru/Primeiro-Ministro) ist der Regierungschef. Er wird von derjenigen politischen Partei oder Koalition nominiert, die über die parlamentarische Mehrheit verfügt, und vom Präsidenten – nach Rücksprache mit den im Parlament vertretenen Parteien – ernannt (Artikel 106 Absatz 1). Der Premierminister schlägt dann die anderen Regierungsmitglieder vor, die ebenfalls vom Präsidenten ernannt werden (Artikel 106 Absatz 2).
Der Premierminister führt den Vorsitz im Ministerrat, leitet die allgemeine Politik der Regierung und koordiniert die Aktivitäten aller Minister, unbeschadet der direkten Verantwortung von jedem der jeweiligen Ministerien, und informiert den Präsidenten in Fragen der Innen- und Außenpolitik der Regierung (Artikel 117 Absatz 1).
Die Ernennung eines oder mehrerer stellvertretender Premierminister (Vise-Primeiru-Ministru/Vice-Primeiro-Ministro) ist möglich (Artikel 104 Absatz 2). In der VI. (2015–2017) und VII. Regierung (2017–2018) gab es keinen stellvertretenden Premierminister. Dafür waren mehrere Minister als „Staatsminister“ im Kabinett hervorgehoben.

### Minister und Ministerien
Die Minister (Ministru/Ministro) leiten die Politik, die für ihre Ministerien festgelegt sind. Sie haben Sitz und Stimme im Ministerrat und sind für „Pflege der Beziehungen zwischen der Regierung und den anderen Organen des Staates“ verantwortlich.
Die gesetzlichen Verordnungen werden vom Premierminister und dem zuständigen Minister unterzeichnet (Artikel 117 Absatz 2 und 3).

### Ressorts
Die Zuständigkeit für die verschiedenen Ressorts wechselt teilweise erheblich in den verschiedenen Regierungen. Die hier angegebenen Listen geben die jeweils zuständigen Minister und Ministerien für die verschiedenen Ressorts wieder, unabhängig von der eigentlichen Bezeichnung der Ämter und Behörden und eventuelle Aufteilung auf mehrere Ministerien.
- Außenministerium (Außenminister): Das Außenressort gehört zu den wenigen Bereichen, die nicht in unterschiedlichen Verbindungen zwischen den Ministerien verteilt werden.
- Bildungsministerium (Bildungsminister): Dem Bildungsressort werden häufig die Bereiche Jugend und Sport zugeordnet. Erstmals in der VIII. Regierung gab es eine Aufteilung auf zwei Ministerien: dem Ministerium für Bildung, Jugend und Sport MEJD und dem Ministerium für höhere Bildung, Wissenschaft und Kultur MESCC.
- Finanzministerium (Finanzminister): Das Finanzressorts besteht durchgehend eigenständig.
- Gesundheitsministerium (Gesundheitsminister)
- Innenministerium (Innenminister): Das Innenressort wurde mehrmals mit dem Verteidigungsressort zu einem Ministerium vereint. Zu seinen Verantwortlichkeiten gehören die innere Sicherheit und Grenzkontrollen.
- Justizministerium (Justizminister): Das Justizressorts besteht durchgehend eigenständig.
- Landwirtschafts- und Fischereiministerium (Landwirtschafts- und Fischereiminister); In den meisten Regierungen Osttimors wird dieses Ressort von einem Minister geführt. Neben Landwirtschaft und Fischerei ist es auch zuständig für die Forstwirtschaft, die Wasserwirtschaft und die Verwaltung der Nationalparks und Naturschutzgebiete.
- Ministerium für Erdöl und Mineralien (Minister für Erdöl und Mineralien): Seit der I. Regierung ist die Verantwortung für die Bodenschätze des Landes einem eigenen Ministerium zugeordnet.
- Ministerium für den öffentlichen Dienst, Transport und Telekommunikation (Minister für den öffentlichen Dienst, Transport und Telekommunikation)
- Ministerium für parlamentarische Angelegenheiten und Medien (Minister für parlamentarische Angelegenheiten und Medien)
- Ministerium des Präsidiums des Ministerrates (Minister des Präsidiums des Ministerrates): Der jeweilige Minister ist Regierungssprecher und unterstützt den Premierminister bei der Leitung der Sitzungen des Ministerrates. In den meisten Regierungen wurde er über die anderen Minister gestellt, in der V. Regierung war die Aufgabe nur an einen Staatssekretär übertragen.
- Ministerium für Staatsadministration (Minister für Staatsadministration)
- Sozialministerium (Sozialminister)
- Tourismusministerium (Tourismusminister): Zeitweise als eigenständiges Ministerium wird es meist mit anderen Ressorts in Ministerien vereinigt. So als Teil der Wirtschaftsthemen oder in Verbindung mit Kunst und Kultur.
- Umwelt: Ein nur für Umwelt zuständiges Ministerium gab es bisher in Osttimor nicht. Für gewöhnlich ist die Zuständigkeit bei einem der Ministerien für Wirtschaftsfragen angesiedelt, dann auch schon mal mit einem eigenen Staatssekretär für das Thema. Die Verwaltung der Nationalparks und Naturschutzgebiete obliegt dem Landwirtschafts- und Fischereiministerium, dass auch zuständig für den Erhalt von Flora und Fauna ist.
- Verteidigungsministerium (Verteidigungsminister): Das Verteidigungsressorts wurde mehrfach vom Premierminister selbst übernommen und auch mit dem Innenressort und der Zuständigkeit für die innere Sicherheit ergänzt.
- Veteranenministerium (Veteranenminister)
- Wirtschaftsministerium (Handel- und Industrie) (Wirtschaftsminister (Handel und Industrie)): Die Benennung und Zuschnitt der für Wirtschaftsfragen zuständigen Ministerien variiert in den einzelnen Regierungen sehr stark. Zu Beginn als Ministerium für Entwicklung betitelt, übernahm die Zuständigkeit auch ein Ministerium für Tourismus, Handel und Industrie oder für Handel, Industrie und Umwelt. Gehört das Umweltressort stets zum Wirtschaftsministerium, kann Tourismus auch mal eigenständig geführt werden. Bei der Trennung von Wirtschaft einerseits und Handel und Industrie andererseits Dabei fällt dem Wirtschaftsministerium die Zuständigkeit für Mikrofinanzierung und Kooperativen zu, während Unternehmen und das Umweltressort dann vom Ministerium für Handel und Industrie betreut werden.

### Der Ministerrat
Der Ministerrat (Konsellu Ministru sira-nian/Conselho de Ministros) steht unter Vorsitz des Premiers und besteht aus diesem, den Vize-Premiers und den Ministern. Die stellvertretenden Minister und Staatssekretäre nehmen am Ministerrat teil, sind aber nicht stimmberechtigt (Artikel 105). Im Ministerrat werden die allgemeinen Leitlinien der Politik der Regierung sowie die Ausführung beschlossen (Artikel 116). Daneben hat er einige eigenständige Kompetenzen, etwa zur Außenpolitik und den Staatsfinanzen.

## Belege
- Konstituisaun Repúblika Demokrátika Timór-Leste. (tet), Constituição da República Democrática de Timor-Leste. (beide PDF; portugiesisch) jornal.gov.tl
- Dekret über die Struktur der IV. Regierung. (Memento vom 5. Dezember 2008 im Internet Archive) (PDF; portugiesisch)
- Programm der IV. Regierung (englisch; PDF; 307 kB)